# Arne Carlson (Politiker)

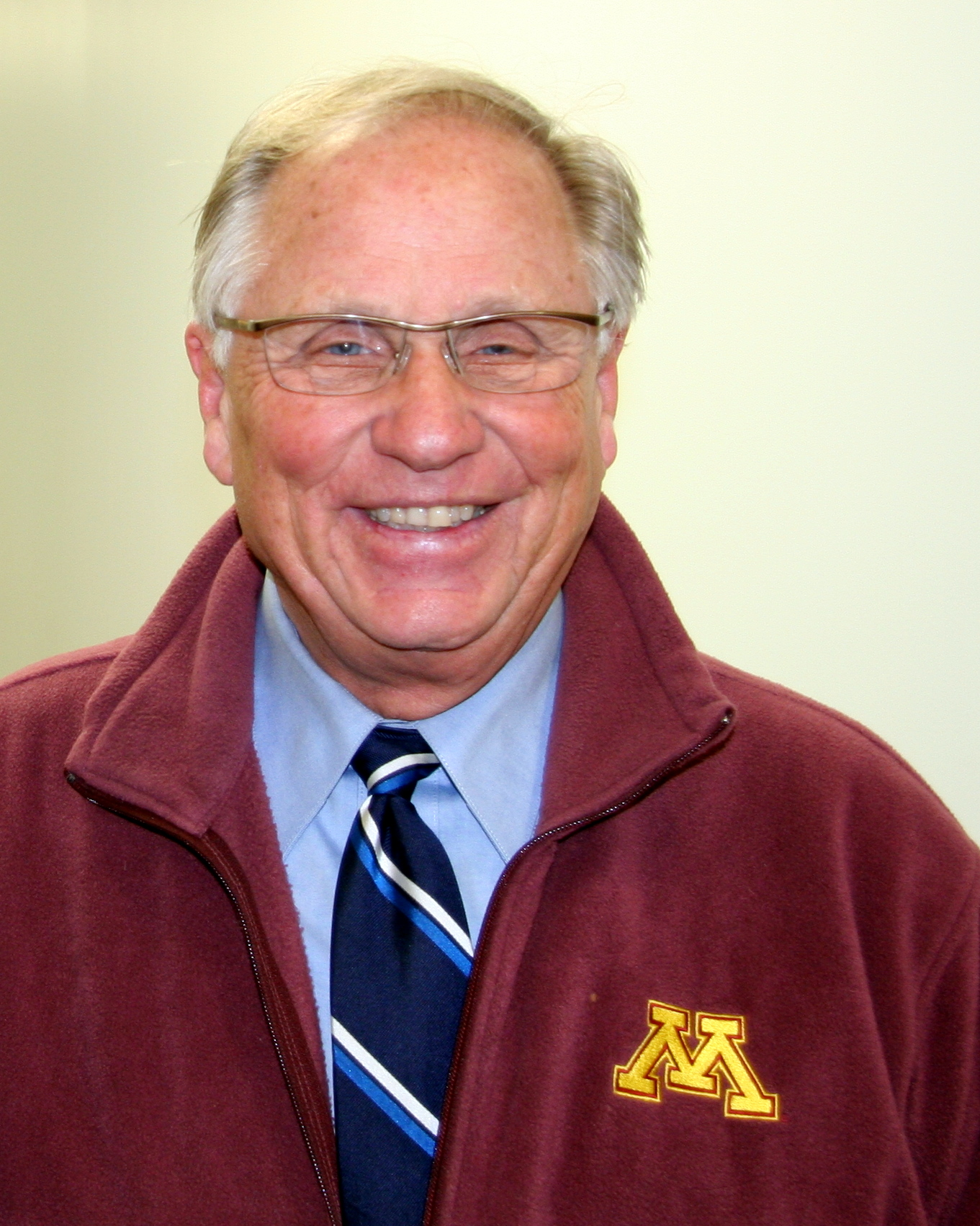
Arne Carlson

Arne Helge Carlson (* 24. September 1934 in New York City) ist ein US-amerikanischer Politiker und war von 1991 bis 1999 Gouverneur des Bundesstaats Minnesota.

## Biografie
Nachdem er schon von 1965 bis 1967 dem Stadtrat von Minneapolis angehört hatte und 1967 für die Republikaner erfolglos für das Amt des Bürgermeisters kandidiert hatte, gehörte er vom Januar 1971 bis zum Januar 1979 für unterschiedliche Wahlkreise dem Landesparlament von Minnesota an. Seit 1979 war er gewählter State Auditor und damit Leiter der bundesstaatlichen Behörde für die Rechnungskontrolle der Staatsausgaben. Als er sich in der Wahl 1990 knapp gegen Rudy Perpich durchsetzen konnte, wurde der Republikaner Carlson am 7. Januar 1991 der 37. Gouverneur von Minnesota. Nach erfolgreicher Wiederwahl 1994 trat er bei der darauf folgenden Wahl 1998 nicht wieder an und wurde im Januar 1999 von Jesse Ventura abgelöst.
Im September 2004 trat Carlson aus der Republikanischen Partei aus und erklärte sich für unabhängig von jeder politischen Partei.